# Селенид индия(II)
Селенид индия(II) — бинарное неорганическое соединение
индия и селена с формулой InSe,
матово чёрные кристаллы с жирным блеском.

## Получение
- Сплавление стехиометрических количеств чистых веществ в вакууме:

{\displaystyle {\mathsf {In+Se\ {\xrightarrow {660^{o}C}}\ InSe}}}

## Физические свойства
Селенид индия(II) образует матово чёрные кристаллы с жирным блеском
тетрагональной сингонии,
параметры ячейки a = 0,4002 нм, c = 2,4946 нм
(по другим данным a = 0,4005 нм, c = 1,6640 нм).
В тонкоплёночных образцах образуются гексагональные кристаллы,
параметры ячейки a = 1,920 нм, c = 0,400 нм.
При 250 °С происходит фазовый переход в моноклинную сингонию
параметры ячейки a = 0,411 нм, b = 0,461 нм, c = 1,102 нм, α = 87,2°.
Селенид индия(II) – слоистый полупроводник.